# Route nationale 812
Die Route nationale 812, kurz N 812 oder RN 812, war eine französische Nationalstraße, die von 1933 bis 1973 zwischen Condé-sur-Noireau und Vire verlief. Ihre Gesamtlänge betrug 26 Kilometer.